# Col des Trois Sœurs
Le col des Trois Sœurs est un col situé en Margeride, région montagneuse du Massif central, dans le département de la Lozère et sur les communes de La Panouse et de La Villedieu, dans l'ancienne province du Gévaudan, à une altitude de 1 452 m. Il est aujourd'hui emprunté par la D 34.

## Toponymie
Le col des Trois Sœurs tient son nom d'une tragique histoire : en hiver, trois sœurs de La Panouse, travaillant l'une à la Baraque-de-Bor, l'autre à la Baraque-des-Bouviers, et la troisième à la Baraque-de-la-Motte, reviennent tardivement d'un bal à La Villedieu et se laissent surprendre par la fournelo, sorte de tempête de neige fréquente en hiver en Margeride, sur les hauteurs ventées et dénudées du col. Elles s'égarent et périssent ensevelies sous la neige.
Le lendemain, avertis de l'inquiétante disparition des trois jeunes filles, les hommes du village montent au col et les retrouvent sans vie, enlacées sous un épais linceul de neige, leur chienne couchée et morte à leurs pieds. Selon d'autres versions, elles auraient été dévorées par des loups.
Depuis ce tragique événement, le col porte le nom des malheureuses sœurs.
Lorsque le brouillard ou la neige recouvrent la Margeride, ou selon d'autres versions à chaque nuit de Noël, les trois sœurs reviendraient hanter le sinistre col, « les bras en croix, comme pour implorer la clémence divine ».

## Accès
On accède au col par la D 34, qui joint les villages de La Villedieu et de Saint-Jean-la-Fouillouse par le col des Trois Sœurs.
Le GR 43 et le GRP Tour de la Margeride passent aussi par le col des Trois Sœurs.
La ligne de crête suit le chemin d'une ancienne draille qui relie à travers la forêt le col au col de la Croix de Bor et à la Baraque-des-Bouviers.